# 徐学澥
徐学澥（1901年6月—1998年2月），广东澄海人。教授、制图学专家。华工制图教研室，胡汝权

## 生平
1929年毕业于日本东京工业大学机械设计专业。
1930年毕业于美国密西根大学研究院机械设计专业及西洋画专业，获双硕士学位。
回国后任广州国民大学工学院教授、机械系主任、院长。
1932年，任中山大学工学院筹备委员会成员。随后受聘为广州国立中山大学机械工程系教授、系主任。
1951年，广州国民大学等被合并为华南联合大学，徐任理工学院院长、教授。
1952年10月调入华南工学院筹委会任副主任委员（4人之一，另3人为化学系教授罗雄才、地测学家陈永龄、和出身四野的党代表、后任院长的共产党干部张进），随后任华南工学院二级教授。
1998年逝世。

## 著作
- 《机械画》、《投影几何画》、《绘图必备》、《影线技术素描》、《机械制图》、《技术画与素描》（3册）[5]
- 《机械设计原理》、 《原动机》、《机械制造法》（2册）、《机构学》[5]